# Metropolitalne Seminarium Duchowne w Lublinie
Metropolitalne Seminarium Duchowne w Lublinie – seminarium duchowne archidiecezji lubelskiej Kościoła rzymskokatolickiego.
Klerycy MSD są studentami Wydziału Teologii Katolickiego Uniwersytetu Lubelskiego. W seminarium kształcą się alumni obrządku rzymskokatolickiego i greckokatolickiego. Na terenie seminarium mieści się kościół pod wezwaniem Przemienienia Pańskiego, według planu ks. Mikołaja Augustynowicza. Konsekracji świątyni dokonał bp Michał Ignacy Kunicki sufragan krakowski, 13 września 1739 r.

## Poczet rektorów
| Lp.  | Imię i nazwisko             | Lata urzędowania |
| ---- | --------------------------- | ---------------- |
| 1.   | Ks. Jakub Cyboni            | 1714-1715        |
| 2.   | Ks. Szymon Steffen          | 1715-1716        |
| 3.   | Ks. Kazimierz Ottowicz      | 1716-1719        |
| (2.) | Ks. Szymon Steffen          | 1720-1727        |
| 4.   | Ks. Stanisław Siedlecki     | 1727-1728        |
| 5.   | Ks. Tomasz Strzegocki       | 1728-1732        |
| 6.   | Ks. Piotr Pulski            | 1732-1733        |
| 7.   | Ks. Mikołaj Augustynowicz   | 1734-1738        |
| 8.   | Ks. Michał Gruszecki        | 1738-1742        |
| 9.   | Ks. Józef Weber             | 1742-1746        |
| 10.  | Ks. Grzegorz Łuczaj         | 1746-1761        |
| 11.  | Ks. Antoni Jan Leszowski    | 1761-1780        |
| 12.  | Ks. Ignacy Markiewicz       | 1781-1786        |
| 13.  | Ks. Stanisław Śladowski     | 1786-1798        |
| 14.  | Ks. Michał Zalewski         | 1798-1799        |
| 15.  | Ks. Józef Dąbkowski         | 1799-1806        |
| 16.  | Ks. Stanisław Bieńkowski    | 1807-1810        |
| 17.  | Ks. Michał Mateusz Szelicki | 1810-1817        |
| 18.  | Ks. Fanciszek Łopuski       | 1817-1835        |
| 19.  | Ks. Kazimierz Brzozowski    | 1835-1839        |
| 20.  | Ks. Jan Bóbr                | 1839-1840        |
| 21.  | Ks. Jan Krupski             | 1840-1844        |
| 22.  | Ks. Mikołaj Myśliński       | 1844-1864        |
| 23.  | Ks. Adam Laskowski          | 1864             |

| Lp. | Imię i nazwisko               | Portret | Lata urzędowania | Informacje                                                     |
| --- | ----------------------------- | ------- | ---------------- | -------------------------------------------------------------- |
| 1.  | Ks. Adam Laskowski            |         | 1864-1867        |                                                                |
| 2.  | Ks. Franciszek Jaczewski      |         | 1867-1870        | Późniejszy biskup lubelski                                     |
| 3.  | Ks. Kazimierz Wójcicki        |         | 1870-1855        |                                                                |
| 4.  | Ks. Antoni Nojszewski         |         | 1885-1918        |                                                                |
| 5.  | Ks. Zenon Kwiek               |         | 1918-1932        |                                                                |
| 6.  | Ks. Piotr Stopniak            |         | 1932-1946        |                                                                |
| 7.  | Ks. Tomasz Wilczyński         |         | 1946-1952        | Późniejszy biskup pomocniczy lubelski                          |
| 8.  | Ks. Paweł Pałka               |         | 1952-1975        |                                                                |
| 9.  | Ks. Franciszek Greniuk        |         | 1975-1982        |                                                                |
| 10. | Ks. Mieczysław Brzozowski     |         | 1982-1991        |                                                                |
| 11. | Ks. Mieczysław Cisło          |         | 1991-1998        | Późniejszy biskup tytularny diecezji Auca, pomocniczy lubelski |
| 12. | Ks. Marian Walerian Nowak     |         | 1998-2002        |                                                                |
| 13. | Ks. Tadeusz Kądziołka         |         | 2002-2009        |                                                                |
| 14. | Ks. Marek Słomka              |         | 2009-2015        |                                                                |
| 15. | Ks. Jarosław Roman Marczewski |         | 2015-            |                                                                |